# Eef Mulders
Everardus Franciscus Henricus ("Eef") Mulders ('s-Hertogenbosch, 28 november 1948 ) is een voormalig Nederlands voetballer.
Mulders begint zijn carrière bij FC Den Bosch. In 1970 gaat hij naar PSV. Hij speelt in vier seizoenen 97 competitiewedstrijden en scoort daarin negentien keer. Tevens speelt hij dertien Europa Cup-wedstrijden waaronder de halve finale in de Europa Cup 2 tegen Real Madrid in 1971. Op 4 april 1971 speelde hij zijn enige interland: onder leiding van bondscoach František Fadrhonc deed hij mee in de EK-kwalificatiewedstrijd tegen Joegoslavië (2-0) in Split. In 1974 tekent Mulders een contract bij AZ maar wordt daarna al snel afgekeurd voor betaald voetbal vanwege een rugblessure.

## Zie ook

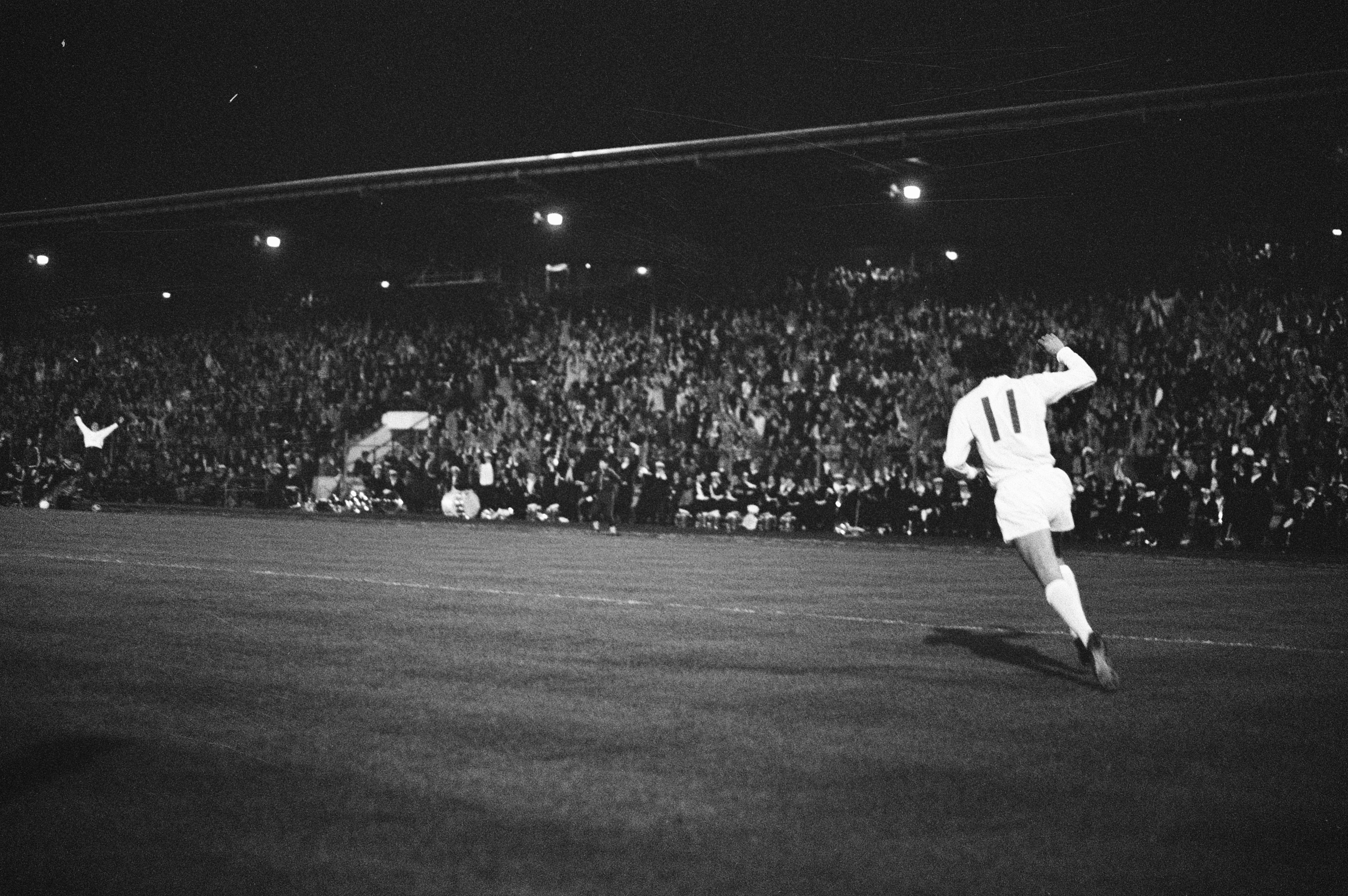
Mulders heeft de 1-0 tegen Real Madrid gescoord (in De Vliert, 1971)